# Пошатовский сельсовет
Пошатовский сельсове́т — сельское поселение в составе Краснооктябрьского района Нижегородской области.
Административный центр — деревня Пошатово.

## История
Статус и границы сельского поселения установлены Законом Нижегородской области от 15 июня 2004 года № 60-З «О наделении муниципальных образований — городов, рабочих посёлков и сельсоветов Нижегородской области статусом городского, сельского поселения».

## Население
| 2002 | 2010 | 2012 | 2013 | 2014 | 2015 | 2016 |
| ---- | ---- | ---- | ---- | ---- | ---- | ---- |
| 494  | ↘441 | ↗447 | ↘440 | ↘427 | ↘412 | ↘403 |
| 2017 | 2018 | 2019 | 2020 | 2021 |      |      |
| ↘393 | ↘382 | ↘360 | ↘356 | →356 |      |      |

## Состав сельского поселения
| № | Населённый пункт | Тип населённого пункта          | Население |
| - | ---------------- | ------------------------------- | --------- |
| 1 | Пошатово         | деревня, административный центр | →356      |